# Forholdsordsfrase
En forholdsordsfrase (i dansk grammatik: præpositionsfrase, præpositionssyntagme eller præpositionsforbindelse) er en frase hvor et forholdsord indgår som en vigtig bestanddel.
På dansk ser man i forholdsordsfrase normalt ét forholdsord forrest i frasen og derefter én efterfølgende frase.
Denne efterfølgende frase er ofte en nominalfrase. For eksempel er "på bordet" en forholdsordsfrase i følgende sætning:
Han sætter vasen på bordet.
Visse forholdsord kan i par indgå i en sideordnet konstruktion:
Fra og med tirsdag gælder reglerne.
Fra og til er specielle derved at de kan han en anden forholdsordsfrase som anden frase:
Fra i morgen kan man ikke længere komme med toget.
På dansk kan der i stedet for en nominalfrase være en infinitivfrase:
Vandet er ved at koge.
I visse tilfælde kan man i dansk se forholdsordet efter det andet led som efterstillet forholdsord (postposition):
dagen igennem
landet over
De beder om ro sommeren over.
Det ses også på tysk, for eksempel:
dem Haus gegenüber

## Kategorier
I visse beskrivelser af grammatik ses en adskillelse mellem prædikative forholdsordsfraser og ikke-prædikative forholdsfraser.
Et eksempel på en prædikativ forholdsordsfrase på engelsk er
Robin reads in the library.
Mens et eksempel på en ikke-prædikative forholdsfrase er:
Kim gave the book to Sandy.
I dette tilfælde kan forholdsordet udelades ved at ændre sætningen:
Kim gave Sandy the book
For den  ikke-prædikative forholdsfrase ses forholdsordet blot som en markør af kasus.